# Château de Martigné (Saint-Denis-d'Anjou)
 (mars 2025).
Motif : Absence de sources centrées
- Archive Wikiwix
- Bing
- Cairn
- DuckDuckGo
- E. Universalis
- Gallica
- Google
- G. Books
- G. News
- G. Scholar
- Persée
- Qwant
- (zh) Baidu
- (ru) Yandex

| 1. | Préciser le motif de la pose du bandeau. | Précisez le motif de la pose du bandeau en utilisant la syntaxe suivante : {{admissibilité à vérifier\|date=mars 2025\|motif=remplacez ce texte par le motif}}                                                 |
| 2. | Informer les utilisateurs concernés.     | Pensez à avertir le créateur de l'article, par exemple, en insérant le code ci-dessous sur sa page de discussion : {{subst:avertissement admissibilité à vérifier\|Château de Martigné (Saint-Denis-d'Anjou)}} |

Le château de Martigné est un château français situé à Saint-Denis-d'Anjou, dans le département de la Mayenne et la région des Pays de la Loire.

## Situation
Il est situé 1,5 km au sud-est du bourg.

## Désignation
- La Carte de Cassini indique château et chapelle.

## Histoire
Il s'agissait d'une terre et fief mouvant de la seigneurie de Sautré. On y signale en 1610 : « maison seigneuriale, chapelle, haute futaye, 40 quartiers de vigne, domaine, métairie et closerie ».
« Le vieux logis est en mauvais état. Il se compose d'un corps de bâtiment éclairé par six ouvertures au rez-de-chaussée et par six fenêtres au premier étage, ainsi que d'une aile en retour donnant sur les jardins. L'escalier présentait jadis une curieuse particularité. Un animal bizarre, sorte de grenouille fabuleuse, à tête monstrueuse, était sculpté à sa base ; sa queue s'allongeait en spirales qui suivaient les contours de l'escalier et formaient la moulure de la rampe.  André Joubert. »
L'Abbé Angot indique que l'escalier avec sa monstrueuse grenouille existe toujours à la fin du XIXe siècle. Il fait aussi remarquer le grand cadran solaire horizontal en ardoise, qui, avec ses cinq cadrans secondaires, donne ou donnait jusqu'à l'indication des fêtes.

## Chapelle
La chapelle seigneuriale était au lieu de la Croix-Verte ; deux messes par mois y furent fondées en 1654.  

## Seigneurs
La famille de Martigné  porta à l'origine le nom de la terre de la Genouillerie (Saint-Brice), qui en conserva le souvenir dans des armes parlantes : d'azur à 3 genouillères d'argent, 2 et 1, et dont une branche prit le nom de la terre de Martigné (Saint-Denis-d'Anjou). Antoine de Martigné, chevalier de l'Ordre du Porc-Épic, est signalé avec Mathurin, son fils, parmi les personnages qui florissaient en Anjou au XVe siècle ; le dernier fut tué au siège d'Ast, en Italie, sous Charles VIII.

### Sources et bibliographie
- « Martigné », dans Alphonse-Victor Angot et Ferdinand Gaugain, Dictionnaire historique, topographique et biographique de la Mayenne, Laval, A. Goupil, 1900-1910 [détail des éditions] (BNF 34106789, présentation en ligne)